# Oeroeg (boek)
Oeroeg is een novelle van de Nederlandse schrijfster Hella S. Haasse die voor het eerst werd gepubliceerd in 1948 als boekenweekgeschenk. Het was dat jaar onderdeel van een prijsvraag waarin anonieme auteurs met elkaar de strijd aangingen. Maar het groeide uit tot een zeer belangrijk werk in de Nederlandstalige literatuur en verzekerde zich zo van een plaatsje in de meest recente literaire canon. Oeroeg werd sinds die eerste publicatie dan ook vele malen herdrukt en vertaald. De inspiratie voor het verhaal vond Haasse in haar eigen gemis van Nederlands-Indië, waar ze werd geboren en een groot deel van haar jeugd doorbracht. In de novelle blikt een Nederlandse ik-verteller terug op zijn vriendschap met een 'inlander', een jongen genaamd Oeroeg. Als jongens waren ze onafscheidelijk, maar door hun verschillen, waaronder vooral hun nationaliteit, groeiden ze uit elkaar.

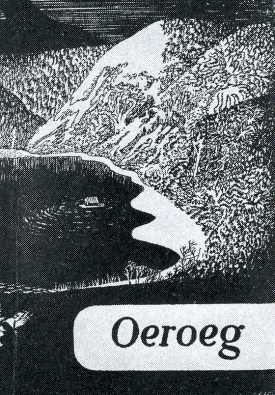

De eerste druk in 1948 heeft een zwart-witte cover met een afbeelding van de Telaga Warna, het zwarte meer dat als Telaga Hideung een sleutelrol in het boek in speelt. Het verhaal speelt zich in de kolonie Nederlands-Indië af. Het hoofdpersonage in het boek vergelijkt Oeroeg met het meer: duister met een onpeilbare diepte en een mysterieus karakter. Rechts onderaan staat de titel Oeroeg, de naam van het Indonesische jongetje, dat in de novelle een sterke band heeft met het hoofdpersonage. Het hoofdpersonage is zelf aan het begin van het verhaal de nog kleine zoon van een Nederlandse koloniale adminstrateur en ze brengen samen hun kinder- en jeugdjaren door. De auteur wordt niet vermeld op de cover. Het boek verscheen eerst anoniem als boekenweekgeschenk onder het motto: Soeka toelis, Indonesisch voor 'Ik hou van schrijven'.

## Personages
- Ik-figuur (verteller): De ik-figuur is zowel de verteller als de focalisator[noot 3] van het verhaal. Hoewel hij in de roman nooit bij naam wordt genoemd, weten we wel dat hij de zoon is van een Nederlands koppel dat naar Nederlands-Indië verhuisde, “naar de onderneming Kebon Djati, waar [zijn] vader administrateur was".[4] Het hoofdpersonage haalt herinneringen op uit zijn jeugd en reconstrueert zo de avonturen die hij met zijn jeugdvriend Oeroeg beleefde. Bovendien probeert hij te achterhalen hoe zij, als onafscheidelijke vrienden, zo ver uit elkaar konden groeien.
- Oeroeg: Oeroeg is de zoon van Sidris en Deppoh, twee ‘inlanders’ die op de onderneming van de Nederlandse familie wonen en werken. Oeroeg en de ik-figuur werden rond dezelfde tijd geboren op Kebon Djati en groeiden er ook samen op. Oeroeg is een bedachtzame jongen en vervalt vaak in een “teruggetrokkenheid”.[5] “Hij was uiterst zwijgzaam, en de donkere, spiedende blik week nooit uit zijn ogen”.[5] Oeroeg bewandelt een moeilijk levenspad waarbij hij steeds opnieuw zijn eigen identiteit moet afwegen en herdefiniëren. Als jongeman trekt hij op met Abdullah en blijkt hij “in het nieuwe milieu van progressieve studenten en jonge agitoren tot een redenaar uitgegroeid te zijn”.[6] Oeroeg keert zich uiteindelijk volledig “tegen het gouvernement, tegen de Nederlanders, tegen de blanken in het algemeen”.[6]
- Vader van ik-figuur: De vader van de ik-figuur is een Nederlandse administrateur die met zijn gezin naar Nederlands-Indië verhuisde. Hij wordt gekarakteriseerd als een Nederlander met een typisch koloniaal gedachtegoed: het inheemse volk is minderwaardig en achterlijk. Verder lijkt de vader van de ik-figuur geen hechte band te hebben met zijn zoon: “Ik wist niets van hem, noch van wat er in hem omging”.[7] Na zijn mislukte huwelijk met de moeder van de ik-figuur, vertrekt hij voor lange tijd op reis. Wanneer hij terugkeert naar Kebon Djati blijkt hij in Singapore getrouwd te zijn met Eugenie, die later ook de moeder van zijn tweede kind wordt.
- Moeder van ik-figuur: De moeder van de ik-figuur is een eenzame, zwakke en ziekelijke vrouw. Ze heeft nauwelijks interesse in haar zoon en laat de baboe zich om zijn opvoeding bekommeren. Ze heeft hoofdpijnaanvallen en blijft daarom vaak in huis. Ze zit als echtgenote van een fabrikant regelmatig alleen thuis, waardoor ze zich erg verveelt. Om haar zinnen te verzetten begint ze een affaire met Mijnheer Bollinger. Kort daarna besluit ze man en kind achter te laten en vertrekt ze naar Europa.
- Mijnheer Bollinger: Mijnheer Bollinger is een medewerker van op de onderneming die wordt ingehuurd om de ik-figuur Nederlands te leren, zodat hij daarna naar een echte Nederlandse school kan gaan. Mijnheer Bollinger heeft een affaire met de moeder van de ik-figuur, waarna hij terug naar Europa reist.
- Sidris: Dit is de moeder van Oeroeg. Ze leeft samen met haar man, Deppoh, hun kinderen en nog enkele huisgenoten, waaronder Satih, een nicht van Oeroeg, op het domein van de Nederlandse familie. Wanneer Sidris’ man overlijdt, verslechteren haar levensomstandigheden aanzienlijk. Hoewel de reden voor de ik-persoon onbekend blijft, maken zijn moeder en Sidris op dat moment een afspraak: Oeroeg mag komen wonen bij hun huisjongen, een achterneef van Deppoh. De weduwe en de andere kinderen verhuizen echter naar een familielid. Tijdens zijn bezoek aan Sidris met Oeroeg, ziet de ik-figuur pas hoe hun levensomstandigheden zijn veranderd: “Sidris woonde nu met haar kinderen in een kleine desawoning, die me in tegenstelling tot het oude huis aan de rivier ongelooflijk verwaarloosd en vies scheen. […] Alleen het Japanse kralenscherm herinnerde nog aan vroegere glorie. […] Sidris, wier gezicht en gestalte duidelijker sporen van verwelken vertoonden, luisterde met welgevallen naar haar zoon.”[8]
- Deppoh: Dit is de vader van Oeroeg. Hij is een liefdevolle man die later sterft in een poging om de ik-figuur te redden uit het Zwarte Meer (Telaga Hideung). Hij was de mandoer op de onderneming van de vader van de ik-persoon.
- Gerard Stokman: Hij is de vervanger van Mijnheer Bollinger en neemt diens plaats op de onderneming in. Hij is dol op jagen en neemt de twee boezemvrienden ook mee op een van zijn expedities. Gerard laat een diepe indruk na op de jonge knapen die hem als een groot voorbeeld beschouwen. Gerard houdt er een nuchtere levensvisie op na: hij beschouwt de inheemse bevolking als evenwaardig aan de blanke Hollander.
- Lida: Lida, een Nederlandse, is de eigenares van een pension in Soekaboemi. Zij zal zorgen voor Oeroeg en de ik-figuur. Lida is gefascineerd door Oeroegs intelligentie. Bovendien voelt ze zich verbonden met het groeiende nationalisme van de inlanders, ook al is ze zelf blank.
- Abdullah Harudin: Abdullah is een vriend waarmee Oeroeg optrekt tijdens zijn verblijf in het internaat.  Abdullah zal net als Oeroeg naar de NIAS (= Nederlandsch-Indische Artsen School) gaan. In Abdullah vindt Oeroeg een vriend die zijn gedachtegoed deelt.

## Samenvatting
De ik-figuur groeit op met Oeroeg, op de Hollandse onderneming van zijn ouders in Nederlands-Indië. De ik-figuur verkeert zo vaak in het gezelschap van Oeroeg en diens familie dat hij vaker en vlotter Soendanees dan Nederlands spreekt. Dit vinden de koele ouders van de ik-figuur niet leuk, dus besluiten ze Mijnheer Bollinger aan te nemen om de jongen Nederlands te leren. Niet veel later organiseren de ouders van de ik-figuur een feest. Na de feestmaaltijd besluit het gezelschap naar het mysterieuze Zwarte Meer te gaan, dat bij de inlandse bevolking bekend staat als 'Telaga Hideung'. De bende maakt een tochtje op het meer met een vlot, maar omdat de dronken volwassenen de boel op stelten zetten, breekt het vlot doormidden en belanden ze allen in het water. Deppoh die onder water op zoek gaat naar de spoorloos verdwenen ik-figuur verdrinkt nadat hij vast komt te zitten in waterplanten. De ik-figuur wordt dagenlang geplaagd door nachtmerries over Deppohs dood. Zijn ouders proberen hun schuld af te kopen door Oeroegs scholing te betalen en hem zolang op de onderneming te laten wonen.
De twee vrienden gaan vanaf dan allebei naar school in Soekaboemi. Ze maken samen huiswerk en op vrije dagen gaan ze op bezoek bij Oeroegs familie die na Deppohs dood ging inwonen bij familieleden in een van de desa’s op de berg. Op de onderneming slaat de sfeer intussen om; de moeder van de ik-figuur die een affaire had met Mijnheer Bollinger besluit om haar man en kind achter te laten en vertrekt naar Europa. De vader van de ik-figuur die sowieso al niet veel thuis was, werkt vaker en langer en gaat steeds weg op dienstreis. Mijnheer Bollinger vertrekt eveneens naar Europa en wordt vervangen door de avontuurlijke Gerard Stokman. De twee vrienden zijn erg gefascineerd door Stokman en volgen hem op de voet. De vader van de ik-figuur besluit om een wereldreis te maken en regelt een verblijfsplaats voor de ik-figuur in het pension van de Hollandse Lida in Soekaboemi. Later wordt ook Oeroeg door Lida in huis genomen. Lida is vastbesloten om Oeroeg te helpen en hoopt dat hij het tot dokter schopt.
De vader van de ik-figuur keert terug van zijn reis met een nieuwe vrouw, Eugenie, en de ik-figuur gaat weer op de onderneming wonen. Lida en Oeroeg besluiten om naar Batavia te verhuizen. Oeroeg zal later naar de Nederlands Indische Artsenschool gaan in Soerabaja. De ik-figuur gaat naar de hbs in Batavia en verblijft zolang op het internaat van de school. Zijn vrije dagen brengt hij door bij Oeroeg en Lida in haar nieuwe pension. Voor het eerst voelt de ik-figuur een afstand tussen zichzelf en Oeroeg: Oeroeg doet erg veel moeite om te breken met zijn verleden. Wanneer Lida na een tijd beseft dat Oeroeg zich erg rebels en onzedig gedraagt, stuurt ze hem naar het internaat waar ook de ik-figuur vertoeft. Op het internaat gaat Oeroeg vooral om met Abdullah die ook naar de NIAS zal gaan. De ik-figuur keert in de vakantie terug naar de onderneming waar hij zich nooit echt thuis heeft gevoeld. Hij keert terug naar Telaga Hideung, maar ook het meer voelt niet meer vertrouwd aan, wat de ik-figuur mistroostig maakt.
Hij vertrekt na zijn eindexamen naar Nederland om ingenieur te worden en Oeroeg vertrekt naar Soerabaja waar hij gaat inwonen bij de familie van Abdullah. Voor hij echter vertrekt, brengt de ik-figuur nog een bezoek aan Oeroeg. De gesprekken lopen stroef en al snel ontstaat er een discussie, waarin Oeroeg zich radicaal afzet tegen al wat blank en Hollands is. De ik-figuur die zijn vriend nu helemaal niet meer herkent, begrijpt dat dit het einde is van hun jarenlange vriendschap en vertrekt naar Nederland. De Tweede Wereldoorlog legt alles in puin. De ik-figuur keert later terug naar Nederlands-Indië, maar vindt geen spoor van zijn voormalige vrienden. Hij brengt tijdens een expeditie voor een laatste keer een bezoek aan het Zwarte Meer. Daar wordt hij verrast door een haveloze inlander die hem onder schot houdt. De ik-figuur meent Oeroeg te herkennen in de armoedige figuur. De inlander roept de ik-figuur in het Soendanees toe dat hij weg moet gaan. Wanneer de schutter hoort dat de expeditieleden van de ik-figuur hem komen zoeken, verdwijnt hij snel en geruisloos in het struikgewas. De ik-figuur weet niet zeker of het nu echt Oeroeg was die hem kwam bedreigen en zal het ook nooit met zekerheid weten.

## Structuur
Het verhaal is een grote terugblik van de protagonist, die als anonieme ik-verteller vertelt over zijn verleden. De verteller doet dit aan de hand van een vergelijking met toverplaatjes of krasplaatjes, hij vertelt over zijn herinneringen totdat die een geheel vormen. Dat is vergelijkbaar met telkens een stukje meer over het gehele plaatje te weten komen wanneer je een deel wegkrast. Net zoals in veel van haar andere boeken, is er in Oeroeg een soort detectiveromanstructuur aanwezig. Daarbij geeft Haasse aparte fragmenten, waar ze door het verhaal heen de verbanden ertussen blootlegt. In een detectiveverhaal moet je ook alle aanwijzingen bij elkaar leggen om tot het antwoord van een mysterie te komen.
Een toepasselijk citaat van Hella S. Haasse over haar schrijfstijl is: "Ik schrijf een roman nooit van voren naar achteren, maar in verschillende lagen van werkelijkheden, als een caleidoscoop".
Verder is het verhaal chronologisch opgebouwd als een soort samenvatting van zijn levensjaren met Oeroeg. De novelle is niet opgedeeld in hoofdstukken of aparte delen, maar bestaat uit één doorlopende tekst. Door het verhaal heen zijn er ook enkele vooruitwijzingen naar het heden waarin de verteller leeft. Hij is geen alwetende verteller, aangezien de verteller zelf een personage is in het verhaal. Maar de volwassen verteller geeft soms wel bepaalde informatie die de jongere verteller niet kan plaatsen. De protagonist vertelt het zo alsof hij bepaalde informatie na de gebeurtenissen is te weten gekomen. Het verhaal is geschreven in de verleden tijd, omdat het retroperspectief verteld wordt. Ook de namen van de familieleden van de verteller blijven anoniem, waardoor er meer gefocust wordt op Oeroeg en de relatie van de ik-figuur met Oeroeg. Naar het einde toe vertrekt de ik-figuur naar Nederland, waar hij een tijd verblijft. Daarna keert terug tijdens de eerste politionele actie van Nederland in Indië.. Die laatste twee gebeurtenissen worden in maar enkele regels beschreven.

## Setting

### Nederlands-Indië
De lezer leert de ik-figuur kennen als jong kind op het Nederlands-Indisch eiland Java voor en tijdens de Indonesische onafhankelijkheidsstrijd, die in 1945 begon. Met een verteltijd van 88 pagina's en een vertelde tijd van twintig tot dertig jaar zijn er heel wat versnellingen en ellipsen in de roman. Op het einde van de roman bijvoorbeeld gaat de ik-figuur in minder dan een pagina naar Europa, studeert er af en keert uiteindelijk terug naar zijn geboorteland om er te werken. Ondertussen werden op diezelfde pagina de studies van de ik-figuur onderbroken door de Tweede Wereldoorlog en de Japanse capitulatie van Nederlands-Indië.

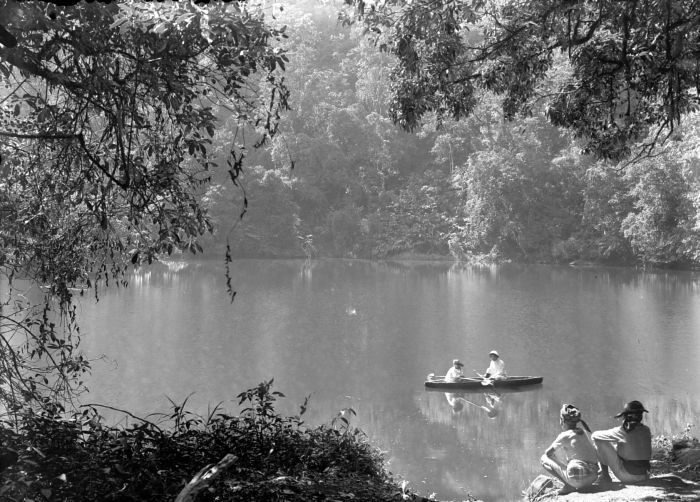
Het fictieve meer Telega Hideung is gebaseerd op dit meer in Indonesië: Telaga Warna.

### De natuur
Haasse neemt vaak pauzes om aandacht te geven aan de beschrijving van het landschap van haar geboorteland. Die ruimte is vaak functioneel en vervult een symbolische rol: De scène waarin Deppoh, de vader van Oeroeg, verdrinkt in het mysterieuze Zwarte Meer of Telaga Hideung, speelt zich bijvoorbeeld af in het holst van de nacht, met nachtdieren op de achtergrond die de sfeer scheppen en de lezer voorbereiden op wat er te gebeuren staat. De boze geesten die in de inheemse Nederlands-Indische cultuur een grote rol spelen, onderstrepen in de scène ook de nare verwachtingen die de lezer heeft:
"Ik staarde naar de zwarte oever aan de overkant van het meer, waar het gebladerte de wateroppervlakte raakte. Zonder moeite kon ik me voorstellen dat daar de boze geesten zich verscholen hielden, gereed tot de aanval."

### Heimwee
Haasse groeide zelf ook op in Java en bouwde het verhaal op uit een groot aantal waarnemingen en ervaringen uit haar eigen jeugd. De ik-figuur en Oeroeg gaan eerst samen op internaat in Batavia, de geboortestad van Haasse. Oeroeg gaat later naar een school in Soerabaja, de stad waar Haasse ook naar school ging. In haar autobiografie uit 1967 zei Haasse dat haar roman vooral een uiting van heimwee is waarin de natuurindrukken een grote rol spelen: 
"het is, in de vorm van een verbeelding, een “statement” van heimwee en genegenheid ten aanzien van het land waar ik geboren en opgegroeid ben, en daarachter, daaronder, van een verlangen de donkere helft van mijzelf, de helft in de schaduw, die ik niet ken, te ontraadselen."

## Thema's

### Onwaarschijnlijke vriendschap
In de novelle vertelt de ik-figuur over zijn jeugdvriend Oeroeg. Een van de meest opvallende thema's is dus vriendschap. Het gaat hier over een onwaarschijnlijke vriendschap tussen twee jongens die verschillen qua huidskleur en culturele achtergrond. Uiteindelijk wordt de vriendschap zelfs verbroken. Die breuk is echter niet zo onverwacht. Ten eerste ontstond de vriendschap tussen de jongens vooral door toevallige omstandigheden. Zo waren hun moeders toevallig tegelijkertijd zwanger van hun eerste kinderen en konden de jongens later toevallig allebei in hetzelfde pension verblijven. Ten tweede zijn het hun aangeboren verschillen die ervoor zorgen dat ze uit elkaar groeien. Met andere woorden "[h]et verbreken van de band is het noodzakelijk gevolg van de verschillen tussen de twee culturen, de Nederlandse koloniale cultuur en de Indonesische nationalistische." Kortom, de vriendschap was altijd al 'gedoemd' te mislukken, alleen al omdat de twee jongens niet dezelfde cultuur, nationaliteit en huidskleur delen.

### Kolonialisme
Oeroeg is Haasses eerste Indische roman en Sleuteloog (2002) zou haar laatste worden. Haar Indische romans gaan, logischerwijs, over de voormalige kolonie Nederlands-Indië. Een van de thema's in die Indische romans is kolonialisme, met name de verhouding tussen Nederland en zijn (voormalige) kolonie Nederlands-Indië. In Oeroeg komt die koloniale problematiek aan bod.

#### Oeroeg is 'anders'
De verteller is, vooral in het begin, naïef wat betreft de koloniale problematiek. Dat blijkt bijvoorbeeld uit de volgende passage: "Het "koloniale" denken, in het naoorlogse vaderland zo vaak - al dan niet ten onrecht - bekritiseerd, was mij vreemd." Ook lijkt hij niet te begrijpen waarom zijn ouders, en dan met name zijn vader, zijn vriendschap met de inlander afkeurde. Bovendien ziet hij niet in waarom zijn klasgenoten Oeroeg anders behandelen en zelfs beledigen: 
Voor de rest van de middag werden wij de tuin in gestuurd om onszelf te vermaken. Oeroeg sloot zich bij ons aan. Tijdens deze gezamenlijke spelletjes werd ik me voor het eerst in mijn leven ten volle bewust van het feit dat Oeroeg in de ogen van anderen een 'inlander' was [...] een desajongen, de zoon van een ondergeschikte van de onderneming. [...] Slechts eenmaal zag ik [Oeroegs] zijdelingse, als het ware naar binnen gekeerde blik [...] toen een van mijn klasgenoten zich [...] een lelijk Soendanees scheldwoord aan Oeroegs adres liet ontvallen.
In die passage beseft de ik-figuur voor het eerst dat zijn vriend anders is, en dat andere Nederlanders anders met Oeroeg omgaan. Terwijl de verteller zich ergert aan die denigrerende manier waarop zijn vrienden Oeroeg aanspreken, lijkt die er zelf redelijk rustig mee om te gaan. De ik-figuur vindt het incident echter zo bizar, dat hij naar Gerard gaat met de vraag of Oeroeg minder is dan zij. Gerard beantwoordt die vraag als volgt: "Iedereen is anders dan een ander. [...] Maar minder of meer zijn door de kleur van je gezicht of door wat je vader is - dat is nonsens.".

Verder wordt het 'anders-zijn' van Oeroeg gethematiseerd aan de hand van een motief: de blik van Oeroeg. Nog specifieker gaat het hier om een leidmotief. Dat houdt in dat een formeel aspect telkens terugkeert om bijvoorbeeld een personage of een situatie te typeren. In dit geval gebruikt Haasse het leidmotief dus om Oeroeg te karakteriseren. Vaak beschrijft de auteur de manier waarop de 'inlander' kijkt: hoe hij bijvoorbeeld staart, zoekt, glimlacht en ook dreigend kijkt. Hieronder volgen enkele opvallende voorbeelden van het motief uit de novelle:
Als veelbetekenend leidmotief [...] fungeert Oeroegs blik, zijn ‘gespannen, zoekende blik’ (Oeroeg, p. 12), zijn zwijgend staren naar de lessen die zijn vriend krijgt van mijnheer Bollinger (Oeroeg, p. 15), zijn glimlach, ‘door halfgesloten oogleden opzij’ als hem een toekomst als klerk wordt voorgespiegeld (Oeroeg, p. 38), ‘zijn zijdelingse, als het ware naar binnen gekeerde blik’ die zich verstrakt onder de lichte commandotoon van blanke vriendjes van zijn speelkameraad (Oeroeg, p. 40), zijn ‘donkere, spiedende, zijdelingse blik’ bij een vraag over Lida, de Hollandse vrouw die hem protegeert (Oeroeg, p. 48), zijn ‘snelle zijdelingse blik [...] donker en dreigend’ als de ik-figuur zinspeelt op Oeroegs ras (Oeroeg, p. 60), ‘de donkere, spiedende blik’ die nooit uit zijn ogen week toen Oeroeg zich op andere vrienden begon te oriënteren (Oeroeg, p. 63) en ten slotte, in de laatste confrontatie bij het bergmeer, ‘een felle, en toch blinde blik’. 
 Ondanks zijn 'anders-zijn' lijkt Oeroeg steeds zelfverzekerder te worden naarmate het verhaal vordert. Dat blijkt ook uit de citaten hierboven: waar de jongen in het begin nog "zoekend" en "gespannen" rondkijkt, zal hij op het einde van het verhaal "dreigend" en "fel" kijken. Dit culmineert in de laatste scène, waar de breuk tussen de twee jeugdvrienden definitief wordt. Dat is ook het moment waarop de 'andere' of de gekoloniseerde zijn kolonisator bedreigt en wegstuurt, zoals dat ook past in de politieke context, namelijk de dekolonisering in Nederlands-Indië.

#### De dekolonisering van Nederlands-Indië
Het meer Telega Hideung dient op verschillende momenten in Oeroeg als symbool voor verschillende onderwerpen. Zo kan het meer bijvoorbeeld de politieke context symboliseren. Die context is de dekolonisering van Nederlands-Indië. In de laatste bladzijden van de novelle komt de ik-figuur een inlander tegen bij het meer, die hij aanziet als Oeroeg. In die passage beschrijft de verteller het meer als "zwart-glanzend" en zegt daarbij hij het volgende:
Ik draaide mij om en keek naar Telega Hideung, oeroude kraterput, door regenval tot meer gemaakt - een spiegel voor bomen en wolken, speelplaats voor licht en schaduw, windvlaag en waterslang - het verborgen rijk dat zijn onpersoonlijke wreedheid verried in de aanwezigheid van bloedreflexen en grijpstengels onder de zwarte oppervlakte. 
We kunnen die beschrijving zien als een symbool voor de dekolonisering van Nederlands-Indië. Daarbij speelt de context in het verhaal een grote rol: de ik-figuur wordt bedreigd door de inlander die zijn jeugdvriend zou kunnen zijn. Met andere woorden, de onderdrukker/kolonisator wordt bedreigd door de onderdrukte/gekoloniseerde. Bovendien herhaalt die laatste dat zijn onderdrukker weg moet gaan. Op die manier veroordeelt hij zijn verdrukker voor de koloniale misdaden en zegt hem dat hij daar niet thuishoort. Dat sluit aan bij de politieke context: Indonesië moest vechten voor zijn onafhankelijkheid van Nederland.

### Het Indisch landschap
Beschrijvingen van het landschap hebben vaak een belangrijke functie in de novelle, of, anders verwoord: "in sobere maar ook suggestieve bewoordingen ingevoerd, speelt [de natuur] een machtige en soms ook een dramatische rol." Een voorbeeld daarvan is het meer Telega Hideung. Niet alleen kan dat dienen als een symbool voor de dekolonisering, maar het heeft ook andere functies. Zo verandert voor de ik-figuur de waarde van het meer voortdurend. Eerst was het "het legendarische oord van de boze geesten, vervolgens de plaats waar Oeroegs vader is verdronken, dan een unheimische plek waar de kleur van de bodem aan geronnen bloed doet denken, en ten slotte een symbool voor de ondoorgrondelijkheid van Oeroeg en het Indonesische nationalisme." Met andere woorden, de verteller projecteert zijn eigen gevoelens op het meer.
De grote aandacht voor de natuur in de novelle komt voort uit de diepe verbondenheid die de verteller met het Indische landschap voelt. Die verbondenheid wordt geïllustreerd in een passage uit Oeroeg waarin de verteller uitlegt dat zijn "landschap van de ziel" gelijk is aan het landschap van zijn geboorteland. Hij geeft daarbij een levendige beschrijving van dat landschap. Die beschrijving van de natuur en de gelijkstelling aan zijn 'ziel' illustreren de nauwe band met het landschap. Die soort landschapsbeschrijvingen zijn bovendien kenmerkend voor de auteur, aangezien de verbondenheid met de Indische natuur ook in haar andere werk terugkomt. Zo heeft Haasse ooit de uitspraak gedaan dat Java haar "innerlijk landschap" is geworden. Dat sluit nauw aan bij de bovengenoemde passage uit Oeroeg, waarbij de verteller zijn ziel gelijkstelt aan het Indische landschap.
Verder dienen landschapsbeschrijvingen vaak als afbeeldingen of projecties van 'de gemoedsgesteldheid van de ik'. In de novelle worden de gevoelens van de ik-figuur weerspiegeld op het landschap om hem heen. Een voorbeeld daarvan is het gevolg van het ongeluk met Oeroegs vader. De verteller heeft namelijk verwarrende gevoelens over dat ongeluk. Aan de ene kant voelt hij zich schuldig, omdat Oeroegs vader waarschijnlijk nooit was gestorven als hij de verteller niet had moeten redden uit het meer. Aan de andere kant zorgt het overlijden ervoor dat zijn beste vriend bij hem mag komen wonen, zodat hij Oeroeg helemaal voor zichzelf heeft. Die tegenstrijdige gevoelens komen telkens terug in het landschap rondom de ik-figuur. Die neemt hij waar als geheimzinnig, bedreigend en ook opslorpend.

### Oedipuscomplex
In de novelle lijkt de verteller te lijden aan een oedipuscomplex. Die freudiaanse oedipale structuur ontstaat in eerste instantie tussen de ik en zijn moeder. Die laatste wordt weergegeven als een "nimf" of "verleidster binnen een magische wereld". In tegenstelling tot de aantrekkingskracht die hij voelt ten opzichte van zijn moeder, heeft de ik-figuur een redelijk slechte band met zijn vader. Die is afstandelijk en komt soms zelfs vijandig over voor de jongen. De verteller koestert misschien zelfs haatgevoelens tegenover zijn vader, omdat hij zijn moeder voor zichzelf wil behouden. Dat komt overeen met de structuur van een oedipuscomplex, waarbij het kind erotische gevoelens koestert voor zijn moeder en angst of haat voelt tegenover zijn vader.
Later vervangt Oeroeg de rol van de moeder. Wanneer zijn moeder vertrekt en hem op die manier achterlaat, zoekt de ik-figuur iemand die haar functie kan overnemen. Langzamerhand krijgt Oeroeg dus die functie en wil de verteller hem alleen voor zichzelf houden. Dat verklaart zijn tegenstrijdige gevoelens wanneer Oeroegs vader overlijdt. Aan de ene kant voelt de verteller zich schuldig omdat de man verdronk toen hij de jongen moest redden. Aan de andere kant zorgt het ongeluk ervoor dat zijn vriend bij hem komt wonen, zodat hij hem helemaal voor zichzelf heeft. Ondanks zijn pogingen om Oeroeg voor zichzelf te houden, verliest de verteller uiteindelijk toch zijn vriend. Op dat moment ondersteunt en verdiept het oedipuscomplex de breuk tussen de vrienden. Met andere woorden, het verbreken van de oedipale driehoek maakt de breuk met zijn vriend nóg tragischer voor de ik-figuur.

### Betovering en onttovering
In Oeroeg is de ik-figuur 'betoverd'. Hij is als het ware 'bezield' door magie, en wil dat dat zo blijft. Haasse heeft die magie gethematiseerd in de novelle, voornamelijk aan de hand van de natuur. Zo gaan landschapsbeschrijvingen vaak gepaard met een gevoel van betovering of magie. Ze zorgen er aan de ene kant voor dat de wereld van de verteller 'magisch' lijkt, want de natuur heeft een groot effect op hem. Aan de andere kant houden de beschrijvingen die magische wereld ook in stand, omdat de ik-persoon er zijn verlangen naar die wereld op projecteert. Met andere woorden, de beschrijvingen 'betoveren' het landschap rond de verteller, en tegelijkertijd wakkeren ze bij hem een verlangen aan om die betoverde wereld te behouden. Haasse heeft het gevoel van magie uitgewerkt met "klassieke ingrediënten van de betovering", zoals de "maan, sterren, gloed, ritselen, glinstering, stilte en geheimzinnigheid."
Hoewel de verteller de betovering in stand wil behouden, vindt er uiteindelijk toch een 'onttovering' plaats. De breuk tussen de jeugdvrienden brengt namelijk een gevoel van onttovering teweeg bij de ik-figuur. Die onttovering wordt voor het eerst echt duidelijk in de passage waarbij Oeroeg en de verteller gaan zwemmen. De ik-persoon zegt dan het volgende: "Het verschil was dat wij het zwemmen [...] met andere ogen zagen, ogen die niet meer in staat bleken de reële wereld als een wereld van wonderen te zien." Het is dus net die wereld van wonderen die de verteller liefst in stand zou willen houden. Hij gaat verder als volgt: "Verdwenen was het toverrijk waarin wij helden en ontdekkingsreizigers waren geweest." Vanaf deze passage lijkt de naderende breuk niet meer te stoppen. De ik-figuur beseft dat, maar probeert toch nog enkele keren hun band te herstellen. Hij wil namelijk de betovering wel in stand houden, maar Oeroeg weigert om hetzelfde te doen. Op die manier komt hun vriendschap tot een einde, en is de onttovering compleet.

## Stijl en taal

### Stijl
Haasse heeft zichzelf nooit bij een bepaalde stijlstroming gerekend omdat ze vanuit haar voorkeur voor geschiedenis en psychologie een geheel eigen stijl heeft ontwikkeld. Qua stijl vertoont Oeroeg veel overeenkomsten met Haasses derde historische roman, Een nieuwer testament. Haasse hanteert in Oeroeg namelijk ook een epische verteltrant en heeft aandacht voor niet altijd even relevant lijkende details. Er valt weinig te raden of te reconstrueren als Haasse de lezer bij de hand houdt en meevoert naar verschillende locaties. Hella's heldere taalgebruik dat in Oeroeg voorkomt, spreekt een groot lezerspubliek aan, waaronder ook jongeren. De roman neemt al jaren een plaats in op de literatuurlijsten van middelbare scholieren in Nederland.

### Taal
Haasse verwerkt een aantal elementen van de Indonesische cultuur in de roman om het realiteitsgehalte hoog houden. Er komen zowel Soendanese eigennamen voor, zoals Deppoh of Sidris als Soendanese woorden, bijvoorbeeld het woord "djongos", een Indische huisbediende. Haasse doorbreekt de lineaire, chronologische opeenvolging van gebeurtenissen door de tijd stil te zetten en te associëren met beelden die iets essentieels uitdrukken. Ze heeft een voorkeur voor de beschrijvingen van de zichtbare werkelijkheid, meestal een magisch decor zoals dat van Nederlands-Indië. Geïnspireerd door de terugkeer naar haar geboorteland komt haar kenmerkende, meeslepende stijl naar boven als Haasse pauzes inlast om de Nederlands-Indische natuur minutieus te beschrijven: 
"Naarmate wij verder reden werd ook het geklater van neerstortend water duidelijker hoorbaar. Tussen de bemoste stenen van de aan één zijde steil omhoog rijzende bergwand schitterden stroompjes, die zich langs de weg tot een beek verenigden. De lucht was bijna koud, en er hing op deze hoogte een geur van vochtige grond en rottend blad. Bij een bocht van de weg begon het oerwoud, en wij reden onder gelach en plagerijen de duisternis in." 

## Context en ontstaansgeschiedenis
Het prozadebuut van Hella S. Haasse was Kleren maken de vrouw, dat in 1947 werd gepubliceerd. De novelle Oeroeg was haar doorbraak. Het is voor het eerst anoniem gepubliceerd op 26 februari in 1948. De eerste druk, gedrukt door de Vereeniging ter Bevordering van de Belangen des Boekhandels (Amsterdam), is als boekenweekgeschenk uitgegeven. Daarvan zijn er in totaal 145 000 exemplaren gedrukt. Voor de wedstrijd van de Boekenweek met het motto Soeka Toelis (ik houd van schrijven) werden er dat jaar in totaal 19 manuscripten ingezonden, waarvan Oeroeg dus werd gekozen als winnaar.
Vanaf de tweede druk, die de uitgeverij Querido in Amsterdam uitbracht, werd Haasse's naam vermeld. Hierna werden bij verschillende herdrukken Indonesische en Soendanese spelfouten gecorrigeerd. Ook Indonesische organisatienamen werden verwijderd in de volgende uitgaven. Er zijn tal van edities geweest, onder andere in 1969 een schooleditie bij De Sikkel in Antwerpen en bij de Grootdrukuitgeverij in Eindhoven een grote-letterversie in 1981.
Oeroeg heeft enkele autobiografische elementen, sommige aspecten van de novelle verwijzen namelijk naar Hella S. Haasse's leven. Ze is opgegroeid in het Oosten van Nederlands-Indië en woonde door de jaren heen samen met haar ouders en broer op verschillende plaatsen: Soerabaja, Bandoeng, Buitenzorg en haar geboortestad Batavia. Haar vader Willem Hendrik Haasse had een gelijkaardige functie als de vader van de ik-verteller in Oeroeg. Hij werkte namelijk als inspecteur van financiën van het Gouvernement. In 1938 keerde ze uiteindelijk terug naar Nederland. Toen ze Oeroeg schreef was ze al tien jaar terug in Nederland, daardoor had ze de periode van de Japanse bezetting (1941-1945) en Indische revolutie dus niet direct beleefd. Maar ze vermeldt die periode op het einde van Oeroeg wel. De novelle kreeg veel kritiek, waarschijnlijk omdat er in hetzelfde jaar, als gevolg van de Japanse bezetting, nog veel ophef was over de toekomst van Nederlands-Indië. In de periode waarin Haasse die romans schreef, was er namelijk iets bijzonders aan de hand: het proces van dekolonisatie was aan de gang in Nederlands-Indië. Slechts één jaar na de publicatie van Oeroeg (1948) verklaarde Nederland onder internationale druk Indonesië onafhankelijk (zie ook Indonesische Onafhankelijkheidsoorlog). Op het einde tonen de laatste zinnen volgens Haasse heimwee en genegenheid tegenover haar geboorteland en een verlangen om haar eigen ‘donkere helft’ te achterhalen: ‘Ben ik voorgoed een vreemde in het land van mijn geboorte, op de grond, vanwaar ik niet verplant wil zijn? De tijd zal het leren.’

## Waardering
Haasses boek Oeroeg heeft heel wat reacties opgeroepen. De eerste reacties in de Nederlandse pers waren positief, terwijl het van Indische kant eerder negatief klonk.

### De Indische pers
In juni 1948 kraakte Indo-schrijver Tjalie Robinson het boek in het Indisch culturele tijdschrift Oriëntatie. Hij bestempelde het boek als onrealistisch en fout. Hij kon zich helemaal niet vereenzelvigen met het boek, omdat schoolvrienden zich in de realiteit nooit 'zomaar' vijandig opstellen. Hij vond dat Haasse het conflict tussen kolonisator en gekoloniseerde heeft misbruikt voor eigen belangen. Tjalie Robinson: "de opzet is ondoordacht gekozen, de intrige daardoor verkeerd uitgesponnen en het eind is zelfs politiek gevaarlijk." Volgens Robinson nam Hella S. Haasse bewust een koloniale positie in en hoorden Nederlanders niet thuis in Indië. Omdat Haasse een Nederlander is, kon ze onmogelijk schrijven over de mannelijke jeugdervaringen van een Indo.
Rob Nieuwenhuys deelt Robinons mening. Hij vindt dat een Nederlandse auteur niet bevoegd is om te schrijven over Indië. Volgens hem kon Haasse pas beginnen schrijven aan het boek als ze Oeroeg echt had leren kennen. In zijn Oost-Indische Spiegel beschouwt hij Hella S. Haasse als een "blank meisje opgegroeid in een Hollandse omgeving". Ze hoorde dus niet thuis in de Indische wereld.
Lilian Ducelle vindt Haasses werk ronduit schandalig. In haar journalistiek werk Doe maar gewoon, dan doe je al Indisch genoeg verduidelijkt zij dat het niet gepast is om te schrijven over een volk en een oorlog waar je zelf geen kennis over beschikt. Voor haar was het duidelijk dat Haasse niets snapt van de Indische cultuur. Dat maakt ze ook duidelijk in haar werk. Ze schreef, bijvoorbeeld, dat een Indische meneer in boekhandel Moesson een van Haasses boeken ingekeken had en deze daarna terugschoof in het rek, terwijl hij de volgende zin zei: "Ach, zij snapt nul."

### De Nederlandse pers
Kees Snoek reageerde op Robinsons kritiek. In zijn artikel 'Een vreemde in het land van mijn geboorte' schreef hij dat Robinson Haasse kwalijk nam dat zij het boek niet heeft geschreven volgens zijn persoonlijke kennis over Indië. Daarom is Tjalie Robinsons oordeel, volgens Snoek, ook niet eerlijk; fictie en de werkelijkheid hoeven niet één te zijn. Daarenboven merkt hij op dat de ik-figuur zelf veranderingen ondergaat in het boek. Zo verandert hij van een jongen die zich vereenzelvigt met het inheemse volk naar een jongen die volledig buiten de Indische maatschappij valt. Volgens Snoek is hetzelfde met Haasse gebeurd.
Rudy Kousbroek sluit zich aan bij Snoek. Tijdens een tentoonstelling gewijd aan Haasse in 1993, noemde hij het boek profetisch en zette hij zich af tegen Robinsons perceptie van het boek. Kousbroek vond het zelfs eigenaardig om iemand die haar jeugdjaren in Indië heeft beleefd, niet 'echt Indisch' te noemen.
Volgens Olf Praamstra laat Haasse hoofdzakelijk zien hoe zij zelf tegenover de koloniale kwestie stond. Aanvankelijk legde Hella S. Haasse uit dat ze geen 'echt Indisch meisje' zou zijn, maar later sprak ze zichzelf tegen; ze zou zich toch één voelen met Indië, omdat ze daar is opgegroeid. In dat opzicht lijkt Haasse op de ik-figuur in het boek. Beiden zien zichzelf als Indisch kind en realiseren zich later dat er een onderscheid bestaat tussen Nederlanders en de Indische mensen.
Dirk de Vries vergelijkt Haasse evenzeer met het hoofdpersonage. Volgens hem is Oeroeg voor Haasse een poging om haar perceptie van de koloniale situatie weer te geven. De Vries zegt: "Wanneer men even afziet van het zeer onwaarschijnlijke in deze ontmoeting [van de ik-figuur en Oeroeg bij het bergmeer], zou men kunnen zeggen, dat de novelle elck [sic] wat wils brengt: de groei van Oeroeg tot Indonesisch nationalist moet naar het hart zijn van de Nederlandse progressieven, terwijl Rijkseenheid in de haveloze Oeroeg aan het slot eigen theorieën bevestigd zal menen."

#### Hella S. Haasses reactie op de kritiek
Hella S. Haasse reageerde in 1954 in Zelfportret als legkaart op de kritiek van Robinson en Nieuwenhuys. Dat ze haar buiten de Indische maatschappij plaatsen, kon Haasse niet accepteren. Verder verwijt zij hen dat hun kritiek ervoor heeft gezorgd dat haar boeken nooit echt deel zullen uitmaken van de Indische letterkunde. Haasse: "Tjalie Robinson noemde mij een Hollands meisje uit de tropen, geen echt Indisch kind; en dat ‘niet echt Indisch’ heeft er geloof ik toe geleid dat men mij als auteur ook niet echt tot de Indische bellettrie rekent, iets dat me eerlijk gezegd wel eens pijn heeft gedaan, want ik ben gevormd door mijn geboorte en jeugd in Indië."
Ruim vijftig jaar na het verschijnen van Oeroeg vertelde Haasse in een interview voor Moesson, het tijdschrift voor de Indische gemeenschap, dat ze Tjalie Robinson één keer heeft ontmoet. Tijdens die ontmoeting sprak Haasse hem aan over zijn scherpe kritiek op haar boek, waarop hij antwoordde dat hij al zijn woorden terugnam.

## Vertalingen en adaptaties

### Vertalingen van de roman
Oeroeg werd in meer dan tien verschillende talen vertaald en binnen die talen vaak meermaals herdrukt, wat resulteerde in een heel aantal edities van Haasses novelle. De lijst hieronder werd samengesteld uit de online vertalingendatabank van het Letterenfonds en de elektronische databank van OCLC’s WorldCat. (De lijst biedt een uitvoerig overzicht, maar is in geen geval exhaustief.)

#### Der Schwarze See– Duits
- Haasse, Hella S.. Der schwarze See Duits / vert. uit het Nederlands door Maria Csollány. Reinbek bei Hamburg: Rowohlt, 1994 (Rororo; 890 / 13438). Fictie, paperback. Vert. van Oeroeg. Amsterdam: Querido, 1948.
- Haasse, Hella S.. Der schwarze See. Duits / vert. uit het Nederlands door Gregor Seferens. Düsseldorf: Lilienfeld Verlag, 2016 (Lilienfeldiana; 22). Fictie, gebonden. Vert. van Oeroeg. Amsterdam: Querido, 1948.

#### The Black Lake– Engels
- Haasse, Hella S.. Forever a stranger and Other Stories Engels / vert. uit het Nederlands door Margaret M. Alibasah. Oxford; New York; etc. Oxford University Press, 1996 (Oxford in Asia paperbacks). Fictie, paperback. Vert. van Oeroeg. Amsterdam Querido, 1948.
- Haasse, Hella S.. The black lake Engels / vert. uit het Nederlands door Ina Rilke. London: Portobello Books, 2012. Fictie, paperback. Vert. van Oeroeg. Amsterdam: Querido, 1948.

#### Urug– Esperanto
- Haasse, Hella S.. Urug Esperanto / vert. uit het Nederlands door Piet Buijnsters. Den Haag: Internacia Esperanto-Instituto, 2012. Fictie, paperback. Vert. van Oeroeg. Amsterdam: Querido, 1948.
- Haasse, Hella S.. Urug Esperanto / vert. uit het Nederlands door Gerrit Berveling. Zwolle: VoKo, 2012. Fictie, paperback. Vert. van Oeroeg. Amsterdam: Querido, 1948.

#### Le Lac Noir– Frans
- Haasse, Hella S.. Le lac noir Frans / vert. uit het Nederlands door Marie-Noëlle Fontenat. Arles: Actes Sud, 1991 (Lettres Néerlandaises). Fictie, paperback. Vert. van Oeroeg. Amsterdam: Querido, 1948.
- Haasse, Hella S.. Le lac noir Frans / vert. uit het Nederlands door Marie-Noëlle Fontenat. Arles: Actes Sud, 1994 (Babel; 117). Fictie, paperback. Vert. van Oeroeg. Amsterdam: Querido, 1948.
- Haasse, Hella S.. Le lac noir Frans / vert. uit het Nederlands door Marie-Noëlle Fontenat. Arles: Actes Sud, 2007 (Babel; 117). Fictie, paperback. Vert. van Oeroeg. Amsterdam: Querido, 1948.

#### Urug– Hongaars
- Haasse, Hella S.. Urug Hongaars / vert. uit het Nederlands door Judit Gera. Budapest: Magvető, 1987 (Rakéta Regénytár). Fictie, paperback. Vert. van Oeroeg. Amsterdam: Querido, 1948.

#### Oeroeg– Indonesisch
- Haasse, Hella S.. Oeroeg Indonesisch / vert. uit het Nederlands door Indira Ismail. Jakarta: Gramedia, 2009. Fictie, paperback. Vert. van Oeroeg. Amsterdam: Querido, 1948.
- Haasse, Hella S.. Oeroeg Indonesisch / vert. uit het Nederlands door Nurul Indrarini. Djakarta: Padasan, 2014 (Sebuah Karya Klasik Dunia). Fictie, gebonden. Vert. van Oeroeg. Amsterdam: Querido, 1948.

#### Il Lago Degli Spiriti –Italiaans
- Haasse, Hella S.. Il lago degli spiriti Italiaans / vert. uit het Nederlands door Fulvio Ferrari. Torino: Lindau, 1992 (Nuove Letture; 15). Fictie, paperback. Vert. van Oeroeg. Amsterdam: Querido, 1948.
- Haasse, Hella S.. L'amico perduto Italiaans / vert. uit het Nederlands door Fulvio Ferrari. Milano: Iperborea, 2017 (Iperborea; 288). Fictie, paperback. Vert. van Oeroeg. Amsterdam: Querido, 1948.

#### [Ūrufu, Kuroi Mizu-Umi]– Japans
- Haasse, Hella S.. [Ūrufu, kuroi mizu-umi] Japans / vert. uit het Nederlands door Yumiko Kunimori. Tokyo: Sakuhinsha, 2017. Fictie, gebonden. Vert. van Oeroeg. Amsterdam: Querido, 1948.

#### Urug– Pools
- Haasse, Hella S.. Urug Pools / vert. uit het Nederlands door Zofia Klimaszewska. Szwajcaria Noir sur Blanc, 1997. Fictie, Vert. van Oeroeg. Amsterdam Querido, 1948.

#### Strain Pentru Totdeauna– Roemeens
- Haasse, Hella S.. Strain pentru totdeauna Roemeens / vert. uit het Nederlands door Monica Savulescu-Voudouris. Bucuresti: Univers, 2000 (Romanul secolului XX). Fictie, paperback. Vert. van Oeroeg. Amsterdam: Querido, 1948.

#### Crno Jezero– Servokroatisch
- Haasse, Hella S.. Crno Jezero Servokroatisch / vert. uit het Nederlands door Ana Stefanovic. Novi Sad: Prometej, 1994 (Biblioteka Holandsko-flamanska knjizevnost). Fictie, paperback. Vert. van Oeroeg. Amsterdam: Querido, 1948.

#### Černé Jezero– Tsjechisch
- Haasse, Hella S.. Černé jezero Tsjechisch / vert. uit het Nederlands door Magda de Bruin-Hüblová, Magda de Bruin-Hüblová. Praha: Plus, 2014 (Pestrá řada soudobé prózy; 13). Fictie, gebonden. Vert. van Oeroeg. Amsterdam: Querido, 1948.

#### Fy Ffrind Oedd Wrwg– Welsh
- Haasse, Hella S.. Fy Ffrind oedd Wrwg Welsh / vert. uit het Nederlands door Elin Garlick. Llandysul J.D. Lewis A'I Feibion Cyf., 1968. Fictie, gebonden. Vert. van Oeroeg. Amsterdam Querido, 1948.

### Adaptaties van de roman
- Worldcat vermeldt een Afrikaanse adaptie[noot 4] van Haasses roman. Het verhaal werd in het Nederlands overgenomen en voorzien van een inleiding en woordverklaring in het Afrikaans, geschreven door Tony Links en Wium Van Zyl. De Zuid-Afrikaanse editie verscheen in 1987, in de reeks “Literatuur van die lae landen”. (Haasse, Hella S.; Tony Links & Wium Van Zyl (eds.), Oeroeg. Pretoria: Academica, 1987. ISBN 0868743062)
- De roman van Hella S. Haasse werd in 1993 verfilmd onder regie van Hans Hylkema. De film heeft in het Nederlands de titel “Oeroeg”, maar is internationaal bekend onder de titel “Going Home”.

## Trivia
- Bij gelegenheid van de jaarlijkse campagne Nederland Leest in november 2009 is deze roman door de Nederlandse openbare bibliotheken als gratis boek aan hun leden en scholieren uitgereikt.
- De Commissie voor de Propaganda van het Boek had aan twintig Nederlandse auteurs gevraagd of ze een verhaal wilden inzenden. Het winnende verhaal zou het boekenweekgeschenk van 1948 worden. Dit winnende verhaal werd Oeroeg.

## Verklarende noten
1. ↑  Oeroeg van Hella S. Haasse staat in de literaire canon tussen 50 andere belangrijke werken uit de Nederlandstalige literatuur. De lijst is online beschikbaar via: http://literairecanon.be/nl/werken
2. ↑  Het woord 'inlander' werd door de Nederlandse bewoners van het toenmalig Nederlands-Indië (nu Indonesië) gebruikt als een term om te verwijzen naar een inheemse bewoner.
3. ↑  Het woord “focalisator” is een begrip uit de narratologie, oftewel de wetenschap die zich bezighoudt met het bestuderen van verhalen. Het begrip “focalisator” wordt gebruikt om de persoon of instantie aan te duiden die het verhaal waarneemt.
4. ↑  Omdat het originele verhaal onaangetast werd overgenomen, kunnen we in dit geval niet spreken van een vertaling. Het betreft hier ook geen film- of theateradaptatie, maar een bewerking van de oorspronkelijke tekst tot een nieuwe tekst die dan bestemd is voor een ander publiek, namelijk een publiek dat het Afrikaans beheerst.

- Gemeinsame Normdatei: 4822684-1
- Virtual International Authority File: 214777099